# Loubersan
Loubersan es una comuna francesa situada en el departamento de Gers, en la región de Occitania.

## Demografía
| 184 | 189 | 153 | 184 | 165 | 168 | 149 |
| Para los censos de 1962 a 1999 la población legal corresponde a la población sin duplicidades (Fuente: INSEE [Consultar]) |     |     |     |     |     |     |